# James Hillman
James Hillman (12 de Abril, 1926 – 27 de Outubro, 2011) foi um psicólogo e conferencista americano de fama internacional.  Ele estudou e posteriormente conduziu estudos no C.G. Jung Institute, em Zurique. Foi fundador de um movimento conhecido como 'psicologia arquetípica' pós-junguiana. Já lecionou na Universidade de Yale, Syracuse University, Universidade de Chicago e Universidade de Dallas (onde foi co-fundador do Dallas Institute of the Humanities and Culture). Autor de mais de vinte livros na área de psicologia.

## Vida pessoal e educação
Hillman nasceu em Atlantic City, Nova Jersey em 1926. Ele foi o terceiro de quatro filhos do casal Madeleine e Julian Hillman. James nasceu em Breakers Hotel, um dos hotéis que seu pai era proprietário. Seu avô materno foi Joseph Krauskopf, um rabino que emigrou para os Estados Unidos, da Prussia. Depois de terminar o ensino básico, ele estudou no Edmund A. Walsh School of Foreign Service por dois anos. Ele serviu na Marinha Americana entre 1944 - 1946, posteriormente estudando na Universidade de Paris, no curso de Literatura Inglesa. Ele também estudou no Trinity College, Dublin, recebendo um diploma em ciência moral e mental, em 1950. Começou sua carreira como um editor associado para o Írish literary review. Em 1959, ele recebeu seu PhD na Universidade de Zurique, bem como seu diploma de analista pelo C.G. Jung Institute, sendo apontado como diretor do instituto, posição que ocupou até 1969.
Hillman foi casado três vezes, sendo Margot McLean-Hillman sua última esposa. Teve quatro filhos em seu primeiro casamento. Ele morreu em sua casa na cidade de Thompson, Connecticut em 2011 em decorrência de um câncer.

## Carreira
Em 1970, Hillman tornou-se editor do Spring Publications, uma editora dedicada a temas como Psicologia Arquetípica, mitologia, filosofia e arte. Sua principal obra Revisitando a psicologia foi escrita em 1975 e indicada para um Prêmio Pulitzer. Hillman ajudou a co-fundar o Dallas Institute for Humanities and Cultureem 1978.
Lançado em 1997, seu livro The Soul's Code: In Search of Character and Calling ficou na lista de best-sellers do New York Times daquele ano. Seus trabalhos e ideias sobre filosofia e psicologia foram popularizados por outros autores como Thomas Moore. Em Portugal, o livro foi lançado sob o título "O código da alma". No Brasil, foi lançado como "O Código do ser".

## Psicologia Arquetípica
Psicologia Arquetípica é uma psicologia que busca reconhecer a fantasia e o mito como produtos e produtores da vida psicológica. Para ilustrar as múltiplas personificações da psique, Hillman fazia referência a deuses, semideuses e outras figuras mitológicas referidas como placas de som que ecoam as pequenas melodias da vida cotidiana, apesar de insistir que essas figuras não devem ser usadas como uma "matriz principal" para comparar ou diminuir a riqueza simbólica da atualidade.
A psicologia arquetípica é parte da Psicologia Analítica e se relaciona com a teoria de Carl G. Jung, mas se diferencia radicalmente dela em alguns aspectos. Enquanto a Psicologia Analítica foca na ideia de Self, sua dinâmica e sua relação com os outros elementos da psique, como o Ego e a Sombra, a Psicologia Arquetípica relativiza esses conceitos e foca na Alma, no archai, o padrão mais profundo de funcionamento psíquico, como um padrão fundamental de fantasias que fazem parte da vida.
Em sua obra "Revisitando a Psicologia" (1975), Hillman desenha uma breve linhagem para a Psicologia Arquetípica: sendo influenciado por Jung, Freud, Dilthey, Coleridge, Schelling, Ficino, Giambattista Vico, Plotino, Platão e Heráclito.
O desenvolvimento da Psicologia Arquetípica foi diretamente influenciado pela Psicologia Analítica de Carl Jung, pela renascença e pelo pensamento romântico. As influências de Hillman incluem ainda Friedrich Nietzsche, Martin Heidegger, Henry Corbin, John Keats, Percy Bysshe Shelley, e Paracelsus, que também partilhava um interesse pela psique.

### Psique ou alma
Hillman foi crítico acerca da psicologia do século XX (e.g. psicologia comportamental) que adotava uma filosofia e uma prática de ciência natural. As principais críticas citam que essas abordagens são reducionistas e materialistas, sendo psicologias sem a "psique" ou alma. De forma consoante, o trabalho de Hillman visava restaurar a psique no que ele acreditava ser seu "devido lugar" na psicologia. Ele vê a alma através do trabalho com a imaginação, a fantasia, o mito e a metáfora. Ele também acreditava que a alma se releva na psicopatologia, nos sintomas das desordens psicológicas. Psique-pathos-logos são os discursos da alma que sofre. Grande parte dos trabalhos de Hillman visavam revelar o discurso da alma presente em imagens e fantasias.

### Análise dos sonhos
Como a Psicologia Arquetípica se ocupa de temas como fantasia, mito e imagem, não é surpresa que os sonhos são portadores de grandes significados na relação com a alma. Hillman não acreditava que os sonhos são resíduos ou fragmentos da vida consciente, mas também não acreditava que os sonhos são ferramentas compensatórias para as dificuldades da vida consciente. Ele também não acreditava que os sonhos eram dotados de significados secretos acerca de como cada sujeito deve viver sua vida, como acreditava Jung. Ao contrário, para Hillman os sonhos dizem quem nós somos, não o que devemos fazer. Portanto, Hillman é contra o método tradicional de interpretação dos sonhos. A abordagem de Hillman é fenomenológica e não analítica (que quebra o sonho em diferentes partes) e interpretativa ou hermenêutica (que pode tornar a imagem "algo além do que é"). Sua famosa frase sobre sonhos e o processo de análise de um sonho diz  "Stick with the image" (em pt. mantenha-se na imagem).
Por exemplo, Hillman (1983) discute o sonho de um paciente sobre uma grande cobra negra. O trabalho com o sonho envolvia "manter a cobra" e descrevê-la ao invés de torná-la algo além de uma cobra. Ele dizia que 
 no momento em que se define a cobra, interpretando-a, você perdeu a cobra. Você parou e a pessoa sai da sessão com um conceito sobre uma sexualidade reprimida ou sobre paixões, mas você perdeu a cobra... O trabalho da análise é manter a cobra ali.
O analista deve perguntar mais sobre como a cobra se apresenta no sonho e a partir daí descobrir o lugar da imagem no inconsciente. A cobra é grande e preta, mas o que mais? Como é a pele da cobra? Ela está perto de uma pedra? Está com alguma presa? Esta estratégia descritiva mantém a imagem viva, na opinião de Hillman, e oferece a possibilidade de entendimento da psique.

## Críticas
Do ponto de vista da Psicologia Junguiana Clássica, a Psicologia Arquetípica de Hillman é contrária a escola do pensamento, pois descarta partes essenciais da teoria de Jung. O termo arquetípico passa a impressão que esta escola é baseada no entendimento de Jung sobre os arquétipos. Porém, Walter Odajnyk argumenta que Hillman deveria ter nomeado sua teoria de psicologia imaginativa, pois é realmente baseada no entendimento de Hillman sobre a imaginação. Hillman também rejeitou o conceito de individuação, central na teoria de Jung. Wolfgang Giegerich argumenta que o trabalho de Hillman existe apenas em uma "bolha de irrealidade" fora do tempo. Ele cita que o trabalho é uma forma de "Platonismo estático.
Hillman considera seu trabalho como uma expressão do puer aeternus, o eterno jovem dos contos de fadas que vive eternamente em um estado de sonho, resistente ao crescimento. Porém, David Tacey discute que a recusa ao amadurecimento vai apenas trazer consequências negativas.
Marie-Louise von Franz entende que uma identificação com o 'puer aeternus' é decorrente de uma neurose pertencente ao espectro narcisista. Contra isso, Hillman argumentou que o puer não está sob a influência de um complexo materno, mas em constante relação com o senex, ou o arquétipo do pai.